# Rösten och herren
Rösten och herren ist das zweite schwedische Musikalbum von Nicolai Dunger. Frei übersetzt bedeutet es ungefähr „Die Stimme und der Meister“. Das Album ist seiner Mutter gewidmet, die 2005 starb. Es enthält ausschließlich traditionelle, schwedische Songs, die Nicholais Mutter ihm als Kind vorgesungen hat.

## Entstehungsgeschichte
Für Nicolai war die Arbeit am Album Rösten och herren der Versuch, den Verlust seiner Mutter und seine Einsamkeit zu überwinden. 2010 gab er Interviews, in denen er sagte, dass es ihm nicht gut ging; "der einzige Weg aus der Misere waren traditionelle Lieder, die mich dorthin zurückführten, wo alles begann".

## Tracklist
1. Allena Tema 1:12
2. Sången över bron 4:18
3. Ge mig dans 2:42
4. Balladen om den Ofödda Lovisa 3:12
5. Griften I Älven 4:55
6. Vilken Härlig Stil 2:49
7. Rösten och herren 6:05
8. Rulla Mig (Inkl. Partiet: Runt Runt) 3:25
9. Urskogen 3:57
10. Allena min vän 3:03
11. Godnatt visan: Vila nu 3:25
12. Enda vägen 1:09
13. Dit ängarna ler 4:08